# Capitocrassus castaneus
Capitocrassus castaneus is een keversoort uit de familie boktorren (Cerambycidae). De wetenschappelijke naam van de soort is voor het eerst geldig gepubliceerd in 1921 door van Eecke.